# Sojuz TMA-9

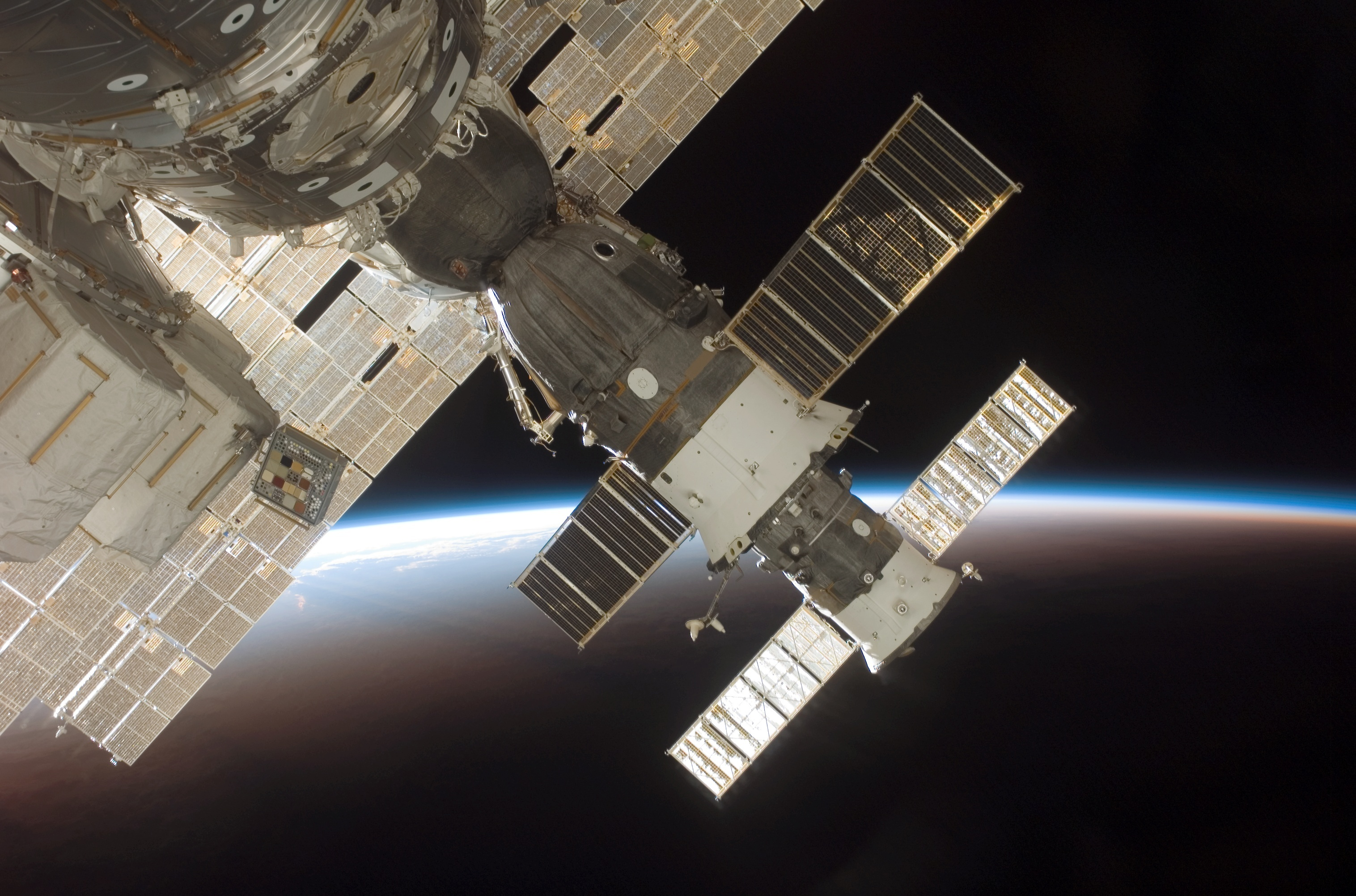
Attracco della Sojuz TMA-9 con l'ISS

La Sojuz TMA-9 è una missione con equipaggio partita il 18 settembre 2006 e diretta verso la Stazione spaziale internazionale dove è arrivata il 20 settembre, con due membri dell'equipaggio Expedition 14 e la turista spaziale iraniana Anousheh Ansari. La navetta è rientrata il 21 aprile 2007, riportando a terra un altro turista spaziale, l'ungherese Charles Simonyi.

## Equipaggio
| Ruolo                | Equipaggio al lancio                                  | Equipaggio all'atterraggio                            |
| -------------------- | ----------------------------------------------------- | ----------------------------------------------------- |
| Comandante           | Michail Tjurin, Roscosmos Expedition 14 Secondo volo  | Michail Tjurin, Roscosmos Expedition 14 Secondo volo  |
| Ingegnere di volo    | Michael López-Alegría, NASA Expedition 14 Quarto volo | Michael López-Alegría, NASA Expedition 14 Quarto volo |
| Partecipante al volo | Anousheh Ansari, SA Turista Primo volo                | Charles Simonyi, SA Turista Primo volo                |

### Equipaggio di riserva
| Ruolo             | Equipaggio                  | Equipaggio                  |
| ----------------- | --------------------------- | --------------------------- |
| Comandante        | Jurij Malenčenko, Roscosmos | Jurij Malenčenko, Roscosmos |
| Ingegnere di volo | Peggy Whitson, NASA         | Peggy Whitson, NASA         |

## Parametri della missione
- Massa: 7.270 kg
- Perigeo: 200 km
- Apogeo: 242 km
- Inclinazione: 51,67°
- Periodo: 1 ora, 28 minuti e 34 secondi

### Attracco  e undoking con l'ISS
- Aggancio all'ISS: 20 settembre 2006, 5:21 UTC (alla porta a poppa del modulo Zvezda)
- Sgancio: 10 ottobre 2006, 19:14 UTC (dalla porta a poppa del modulo Zvezda)
- Aggancio: 10 ottobre 2006, 19:34 UTC (alla porta al nadir del modulo Zarja)
- Sgancio: 21 aprile 2007, 11:11 CEST (dalla porta al nadir del modulo Zarja)